# Dyskografia Johna Lennona
Lista zawiera dyskografię Johna Lennona jako artysty solowego.

## Albumy studyjne
| Tytuł                                      | Data wydania                                                              | Pozycje na listach przebojów | Pozycje na listach przebojów | Uwagi                    |
| Tytuł                                      | Data wydania                                                              | Wielka Brytania              | Stany Zjednoczone            | Uwagi                    |
| ------------------------------------------ | ------------------------------------------------------------------------- | ---------------------------- | ---------------------------- | ------------------------ |
| Unfinished Music No.1: Two Virgins         | 29 listopada 1968                                                         | –                            | #124                         | płyta nagrana z Yoko Ono |
| Unfinished Music No.2: Life with the Lions | 9 maja 1969                                                               | –                            | #174                         | płyta nagrana z Yoko Ono |
| Wedding Album                              | 7 listopada 1969                                                          | –                            | #178                         | płyta nagrana z Yoko Ono |
| John Lennon/Plastic Ono Band               | 11 grudnia 1970                                                           | #8                           | #6                           | –                        |
| Imagine                                    | Stany Zjednoczone: 9 września 1971 · Wielka Brytania: 8 października 1971 | #1                           | #1                           | –                        |
| Some Time in New York City                 | Stany Zjednoczone: 12 czerwca 1972 · Wielka Brytania: 15 września 1972    | #11                          | #48                          | płyta nagrana z Yoko Ono |
| Mind Games                                 | 16 listopada 1973                                                         | #13                          | #9                           | –                        |
| Walls and Bridges                          | 4 października 1974                                                       | #6                           | #1                           | –                        |
| Rock ’n’ Roll                              | 21 stycznia 1975                                                          | #6                           | #6                           | –                        |
| Double Fantasy                             | 17 listopada 1980                                                         | #1                           | #1                           | płyta nagrana z Yoko Ono |
| Milk and Honey                             | 27 stycznia 1984                                                          | #3                           | #11                          | płyta nagrana z Yoko Ono |

## Albumy koncertowe
| Tytuł                      | Data wydania    | Pozycje na listach przebojów | Pozycje na listach przebojów | Uwagi                              |
| Tytuł                      | Data wydania    | Wielka Brytania              | Stany Zjednoczone            | Uwagi                              |
| -------------------------- | --------------- | ---------------------------- | ---------------------------- | ---------------------------------- |
| Live Peace in Toronto 1969 | 13 grudnia 1969 | –                            | #10                          | nagrana przez The Plastic Ono Band |
| Live in New York City      | 10 lutego 1986  | #55                          | #41                          | –                                  |

## Kompilacje
| Tytuł                                       | Data wydania                                                              | Pozycje na listach przebojów | Pozycje na listach przebojów | Uwagi                                                                      |
| Tytuł                                       | Wielka Brytania                                                           | Stany Zjednoczone            |                              |                                                                            |
| ------------------------------------------- | ------------------------------------------------------------------------- | ---------------------------- | ---------------------------- | -------------------------------------------------------------------------- |
| Shaved Fish                                 | 24 września 1975                                                          | #5                           | #12                          | –                                                                          |
| The John Lennon Collection                  | Wielka Brytania: 1 listopada 1982 · Stany Zjednoczone: 8 listopada 1982   | #1                           | #33                          | –                                                                          |
| Menlove Ave.                                | 3 listopada 1986                                                          | #147                         | –                            | Zawiera niepublikowane utwory z sesji do Rock ’n’ Roll i Walls and Bridges |
| Imagine: John Lennon                        | 10 października 1988                                                      | #64                          | #31                          | Soundtrack do filmu o tym samym tytule                                     |
| Lennon                                      | 30 października 1990                                                      | –                            | –                            | Czteropłytowy box                                                          |
| Lennon Legend: The Very Best of John Lennon | Wielka Brytania: 27 października 1997 · Stany Zjednoczone: 24 lutego 1998 | #3                           | #65                          | –                                                                          |
| John Lennon Anthology                       | 2 listopada 1998                                                          | #64                          | #99                          | Box zawierający wyłącznie niepublikowany materiał muzyczny                 |
| Wonsaponatime                               | 2 listopada 1998                                                          | #76                          | –                            | –                                                                          |
| Acoustic                                    | 1 listopada 2004                                                          | #133                         | #31                          | Składanka akustycznych wersji utworów                                      |
| Peace, Love & Truth                         | 4 sierpnia 2005                                                           | –                            | –                            | Album wydany jedynie w Australii i Azji                                    |
| Working Class Hero: The Definitive Lennon   | 3 października 2005                                                       | #11                          | #135                         | –                                                                          |
| The U.S. Versus John Lennon                 | 25 września 2006                                                          | –                            | –                            | Soundtrack do filmu o tym samym tytule                                     |
| Power to the People: The Hits               | 2010                                                                      |                              |                              |                                                                            |

## Single
| Tytuł                                 | Rok wydania | Pozycje na listach przebojów | Pozycje na listach przebojów | Uwagi |
| Tytuł                                 | Rok wydania | Wielka Brytania              | Stany Zjednoczone            | |
| ------------------------------------- | ----------- | ---------------------------- | ---------------------------- | --- |
| „Give Peace a Chance”                 | 1969        | #2                           | #14                          | z The Plastic Ono Band                                                                                      |
| „Cold Turkey”                         | 1969        | #30                          | #12                          | z The Plastic Ono Band                                                                                      |
| „Instant Karma!”                      | 1970        | #4                           | #3                           | z The Plastic Ono Band                                                                                      |
| „Mother”                              | 1971        | –                            | #43                          | tylko w USA                                                                                                 |
| „Power to the People”                 | 1971        | #11                          | #6                           | z The Plastic Ono Band                                                                                      |
| „Imagine”                             | 1971        | –                            | #3                           | tylko w USA                                                                                                 |
| „Happy Xmas (War Is Over)”            | 1971        | –                            | –                            | tylko w USA; z Yoko Ono, The Plastic Ono Band i The Harlem Community Choir                                  |
| „Happy Xmas (War Is Over)”            | 1972        | #4                           | –                            | tylko w Wielkiej Brytanii; z Yoko Ono, The Plastic Ono Band i The Harlem Community Choir                    |
| „Woman Is the Nigger of the World”    | 1972        | –                            | #57                          | – |
| „Mind Games”                          | 1973        | #26                          | #18                          | – |
| „Whatever Gets You Thru the Night”    | 1974        | #3                           | #1                           | – |
| „#9 Dream”                            | 1975        | #23                          | #9                           | – |
| „Stand by Me”                         | 1975        | #30                          | #20                          | – |
| „Imagine”                             | 1975        | #6                           | –                            | tylko w Wielkiej Brytanii                                                                                   |
| „(Just Like) Starting Over”           | 1980        | #1                           | #1                           | – |
| „Happy Xmas (War Is Over)”            | 1980        | #2                           | –                            | z Yoko Ono, The Plastic Ono Band i The Harlem Community Choir; ponowne wejście na listy w Wielkiej Brytanii |
| „Give Peace a Chance”                 | 1980        | #33                          | –                            | z The Plastic Ono Band; ponowne wejście na listy w Wielkiej Brytanii                                        |
| „Imagine”                             | 1980        | #1                           | –                            | ponowne wejście na listy w Wielkiej Brytanii                                                                |
| „Woman”                               | 1981        | #1                           | #2                           | – |
| „Watching the Wheels”                 | 1981        | #30                          | #10                          | – |
| „Happy Xmas (War Is Over)”            | 1981        | #28                          | –                            | z Yoko Ono, The Plastic Ono Band i The Harlem Community Choir; ponowne wejście na listy w Wielkiej Brytanii |
| „Love”                                | 1982        | –                            | #41                          | z albumu John Lennon/Plastic Ono Band wydanego w roku 1970                                                  |
| „Nobody Told Me”                      | 1984        | #6                           | #5                           | – |
| „Borrowed Time”                       | 1984        | #32                          | –                            | – |
| „I'm Stepping Out”                    | 1984        | #55                          | #88                          | – |
| „Every Man has a Woman who Loves Him” | 1984        | –                            | –                            | – |
| „Jealous Guy”                         | 1985        | #65                          | –                            | – |
| „Imagine”/„Jealous Guy”               | 1988        | #45                          | –                            | – |
| „Jealous Guy”                         | 1988        | –                            | #80                          | tylko w USA                                                                                                 |
| „Imagine”                             | 1999        | #3                           | –                            | reedycja w Wielkiej Brytanii                                                                                |
| „Happy Xmas (War Is Over)”            | 2003        | #32                          | –                            | z Yoko Ono, The Plastic Ono Band i The Harlem Community Choir; reedycja w Wielkiej Brytanii                 |